# Jaak van de Velde
Jaak van de Velde (Hamme, 20 maart 1817 - Parijs, 6 oktober 1893) was een Vlaams voorman in de negentiende eeuw.

## Levensloop
Van de Velde was zoon van een Dendermondse notaris. Als jonge man publiceerde hij, samen met zijn broers, van 1834 tot 1837 de lokale krant Le Courrier de la Dendre.
Hij werkte vervolgens mee aan allerhande Nederlandstalige culturele uitgaven, zoals het Nederduitsch Letterkundig Jaarboekje, De Noordstar, het Kunst- en Letterblad, het Warande-Museum voor Nederduitsche Oudheidkunde. In het Belgisch Museum verscheen van hem een grafrede op Jan Frans Willems. 
Samen met Jan de Laet en Domien Sleeckx werd hij redacteur van het unionistisch Vlaemsch België, een dagblad dat van januari tot november 1844 verscheen. Samen met Domien Sleeckx nam hij vervolgens de leiding van het katholieke De Vlaemsche Belgen, die het tot in juni 1845 volhield. In beide kranten verschenen talrijke artikelen van zijn hand.
Om een vast inkomen te hebben, werd hij vertaler van het Bulletin Officiel en corrector van de Moniteur Belge. Dit verhinderde niet dat hij zich bleef inzetten voor Vlaamse belangen. Van 1846 tot 1848 gaf hij, samen met Sleeckx en Pieter Ecrevisse, De Vlaemsche Stem uit. Hierin werd de negatieve invloed voor Vlaanderen van de Franstalige pers op cultureel, politiek en economisch vlak, aan de kaak gesteld .
Van de Velde werd lid van het Nederduitsch Taal en Letterkundig Genootschap in Brussel. In 1848 aarzelde hij niet in het jaarverslag van deze vereniging kritiek uit te brengen op activisten binnen de Vlaamse Beweging, die te veel schimpten op het Frans. Niet de taal moest bevochten worden, vond hij, maar de acteurs die in België en in Frankrijk een verdrukkende invloed uitoefenden op de volkstaal.
Van 1845 tot 1852 gaf hij, samen met Sleeckx en Gerard-Jan Dodd Frans-Vlaamse en Vlaams-Franse woordenboeken uit. In 1869 verhuisde hij naar Londen en stichtte de Advertising, translating, printing and newspapers agency, die echter geen succes werd. Hij trok toen naar Parijs en werd er vele jaren corrector bij de uitgeverij Chaix.

## Publicaties
- (samen met Domien Sleeckx) Dictionnaire complet flamand-français et français-flamand, 1845-1848.
- (samen met G. Dodd en D. Sleeckx) Nouveau dictionnaire français-flamand à l'usage des collèges et des maisons d'éducation, 1849.
- (samen met D. Sleeckx) Nouveau dictionnaire portatif français-flamand, 1850.
- (samen met D. Sleeckx) Volledig Nederduitsch-Frans woordenboek, 1851.
- (samen met G. Dodd en D. Sleeckx) Nieuw Vlaamsch-Frans Woordenboek, 1852.